# Caprellidae
Caprellidae (лат.) — семейство ракообразных из инфраотряда Caprellida, известного как капреллиды, или морские козочки.

## Описание

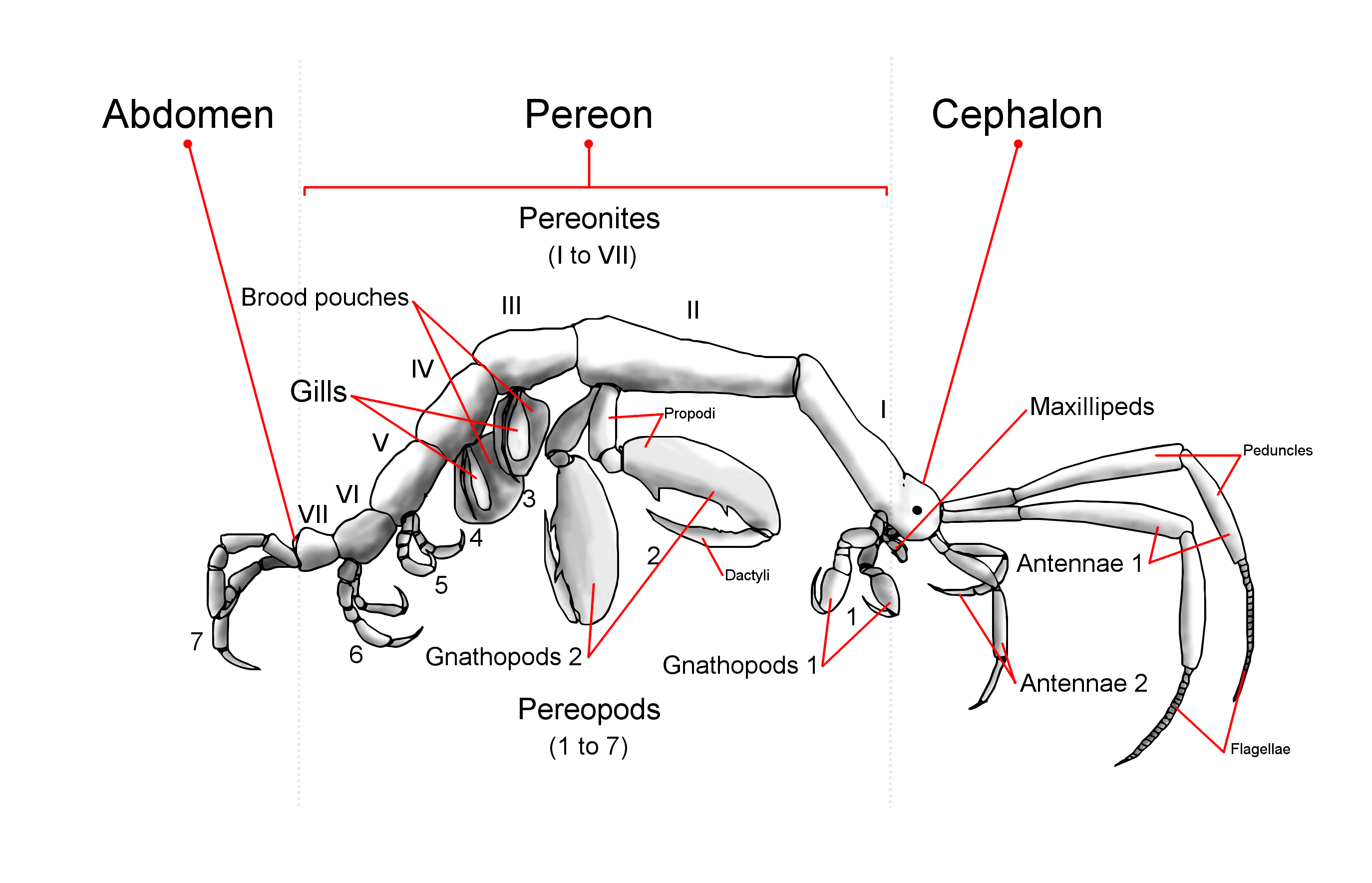
Анатомия самки.
(Крупный вид)

Длина тела варьирует от 2 до 62 мм, но чаще — от 10 до 30 мм. Морские ракообразные, ведущие донный образ жизни, лазают по различным водным объектам, таким как водоросли, губки, мшанки, гидроиды. Всеядные. Встречаются на глубинах от прибойной зоны до более 2 км, но чаще обнаруживаются в диапазоне от 1—3 до 200 м.
Отличаются узким вытянутым телом, состоящим из трёх частей: цефалон (голова), переон (грудь) и брюшко. Переон представляет собой большую часть длины всего тела и подразделяется на 7 сегментов, известных как переониты (pereonites). Цефалон (cephalon) обычно слит с первым переонитом; сильно редуцированное и почти незаметное брюшко прикреплено к задней части 7-го переонита. Имеют две пары антенн, более длинную первую и укороченную вторую, мандибулы, максиллы и максиллипеды (ногочелюсти).
Каждый переонит несёт пару придатков, известных как переоподы (грудные конечности). Первые две пары модифицированы в хватательные придатки гнатоподы. Они используются для питания и защиты, а также для локомоции. 3-я и 4-я пары переопод обычно редуцированы или отсутствуют. 5—7-е пары переопод мельче, чем гнатоподы, и используются для прикрепления и заякоривания к объектам.
Для большинства капреллид характерен половой диморфизм, их самцы обычно крупнее самок.

## Систематика
88 родов в 3 подсемействах. Caprellidae вместе с Caprogammaridae включают в надсемейство Caprelloidea из инфраотряда Caprellida, входящего в состав подотряда Corophiidea.
Caprellinae
- Abyssicaprella McCain, 1966
- Aciconula Mayer, 1903
- Aeginella Boeck, 1861
- Aeginellopsis Arimoto, 1970
- Aeginina Norman, 1905
- Caprella Lamarck, 1801
- Caprellaporema Guerra-García, 2003
- Cubadeutella Ortiz et al., 2009
- Deutella Mayer, 1890
- Eupariambus K. H. Barnard, 1957
- Hemiaegina Mayer, 1890
- Heterocaprella Arimoto, 1976
- Liriopes Arimoto, 1978
- Liropropus Laubitz, 1995
- Liropus Mayer, 1890
- Mayerella Huntsman, 1915
- Metacaprella Mayer, 1903
- Metaprotella Mayer, 1890
- Monoliropus Mayer, 1903
- Noculacia Mayer, 1903
- Orthoprotella Mayer, 1903
- Paracaprella Mayer, 1890
- Paradeutella Mayer, 1890
- Paradicaprella Hirayama, 1990
- Paraprotella Mayer, 1903
- Pariambus Stebbing, 1888
- Parvipalpina Stephensen, 1944
- Parvipalpus Mayer, 1890
- Pedoculina Carausu, 1941
- Pedonculocaprella Kaim-Malka, 1983
- Pedotrina Arimoto, 1978
- Postoparacaprella Arimoto, 1981
- Premohemiaegina Arimoto, 1978
- Pretritella Arimoto, 1980
- Proaeginina Stephensen, 1940
- Proliropus Mayer, 1903
- Propodalirius Mayer, 1903
- Protella Dana, 1853
- Protellina Stephensen, 1944
- Protellopsis Stebbing, 1888
- Protoaeginella Laubitz & Mills, 1972
- Prototritella Arimoto, 1977
- Pseudaeginella Mayer, 1890
- Pseudolirius Mayer, 1890
- Pseudoliropus Laubitz, 1970
- Pseudoprotella Mayer, 1890
- Tanzacaprella Guerra-García, 2001
- Thorina Stephensen, 1944
- Triantella Mayer, 1903
- Triliropus Mayer, 1903
- Triperopus Mayer, 1903
- Triprotella Arimoto, 1970
- Tritella Mayer, 1890
- Tropicaprella Guerra-García & Takeuchi, 2003
- Verrucaprella Laubitz, 1995

Paracercopinae
- Cercops Krøyer, 1843
- Paracercops Vassilenko, 1972
- Pseudocercops Vassilenko, 1972

Phtisicinae
- Aeginoides Schellenberg, 1926
- Caprellina Thomson, 1879
- Caprellinoides Stebbing, 1888
- Chaka Griffiths, 1974
- Dodecas Stebbing, 1883
- Dodecasella K. H. Barnard, 1931
- Hemiproto McCain, 1968
- Hircella Mayer, 1882
- Jigurru Guerra-García, 2006
- Liriarchus Mayer, 1912
- Mayericaprella Guerra-García, 2006
- Metaproto Mayer, 1903
- Paedaridium Mayer, 1903
- Paraproto Mayer, 1903
- Perotripus Dougherty & Steinberg, 1953
- Phtisica Slabber, 1769
- Prellicana Mayer, 1903
- Protogeton Mayer, 1903
- Protomima Mayer, 1903
- Protoplesius Mayer, 1903
- Pseudocaprellina Sundara Raj, 1927
- Pseudododecas McCain & Gray, 1971
- Pseudoprellicana Guerra-García, 2006
- Pseudoproto Mayer, 1903
- Pseudoprotomima McCain, 1969
- Quadrisegmentum Hirayama, 1988
- Semidodecas Laubitz, 1995
- Symmetrella Laubitz, 1995

В 2013 году из подводной пещеры у острова Санта-Каталина, Калифорния, США был описан мелкий вид Liropus minusculus (около 3 мм), который вошёл в список десяти самых замечательных видов по версии Международного института по исследованию видов (США).